# Nomia quadrifasciata
Nomia quadrifasciata là một loài Hymenoptera trong họ Halictidae. Loài này được Ashmead mô tả khoa học năm 1904.